# Rochers de Småskären
Les rochers de Småskären (en suédois : Småskärens klippor) sont une réserve naturelle de l'archipel de Luleå dans le comté de Norrbotten en Suède,,,.

## Présentation
La zone naturelle est protégée depuis 1997 et elle s'étend sur 10,3 kilomètres carrés dont 0,12 km2 de terres. 
La réserve comprend dix îles (Klippan, Nygrynnrevet, Klipphällan, Bjässhällan, Månshällarna, Megrönnan, Kallen, Sandgrönnan, Krårevet et Nygrynnhällan) au sud et à l'est de l'île de Småskär.
Dans la partie nord-est de la réserve se trouve l'île de Klippan (5,5 hectares).
L’île abrite plus de 50 espèces de plantes vasculaires différentes. 
Au sud, on trouve des arbres isolés à feuilles caduques, dont certains sont constitués de saules, une espèce d'arbre qui prospère principalement dans les forêts de montagne mais qui pénètre également ici dans les zones les plus reculées de l'archipel. 
Le polypode commun est une autre espèce intéressante qui pousse dans les fissures sur les affleurements de l'île. 
Sur Klippan se trouvent les vestiges d'un ancien village de pêcheurs. 
L'île Nygrynnrevet, dans la partie ouest de la réserve, a une superficie de 2,8 hectares.
Les autres îles de la réserve ; Kliphpällan, Bjässhällan, Månshällarna, Megrönnan, Kallen, Sandgrönnan, Krårevet et Nygrynnhällan ont une superficie d'au plus 1 hectare et sont aussi constituées de récifs rocheux ou d'affleurements rocheux à végétation clairsemée.   
La zone naturelle abrite une riche avifaune. 
À Nygrynnrevet, par exemple, on rencontre l'eider, le combattant varié, la bernache du Canada, l'oie cendrée et le guillemot à miroir. 
Les terrains bas et les affleurements de la réserve sont également des repaires populaires pour le phoque gris. 
Les phoques sont principalement observés couchés sur Månshällorna et Bjässhällan, qui sont considérés comme les affleurements de phoques gris les plus riches de l'archipel de Luleå.